# (500437) 2012 TU160
(500437) 2012 TU160 es un asteroide perteneciente al cinturón de asteroides, descubierto el 15 de noviembre de 2007 por el equipo del Mount Lemmon Survey desde el Observatorio del Monte Lemmon, Arizona, Estados Unidos.

## Designación y nombre
Designado provisionalmente como 2012 TU160.

## Características orbitales
2012 TU160 está situado a una distancia media del Sol de 3,119 ua, pudiendo alejarse hasta 3,520 ua y acercarse hasta 2,717 ua. Su excentricidad es 0,128 y la inclinación orbital 6,191 grados. Emplea 2012,13 días en completar una órbita alrededor del Sol.
Los próximos acercamientos a la órbita de Júpiter se producirán el 15 de junio de 2065, el 19 de octubre de 2137 y el 22 de enero de 2148, entre otros.

## Características físicas
La magnitud absoluta de 2012 TU160 es 16,8.